# Polgár Mihály
Polgár Mihály (Törökszentmiklós, 1782. december 24. – Kecskemét, 1854. május 9.) református lelkész, a Dunamelléki Református Egyházkerület püspöke 1846-tól haláláig.

## Életpályája
Tanulmányait szülővárosában kezdte, utána 1795-től a Debreceni Református Kollégiumban a gimnáziumi és teológiai stúdiumokat végezte el. 1806-ban kollégiumi köztanító, 1808-ban pedig szenior lett. Vezette a főiskola énekkarát és vallásos énekeket szerzett. Nagy diákként nevelője volt Kölcsey Ferencnek is. 1809-ben külföldre utazott, s miután a göttingeni egyetemen másfél évig tanult, német és holland egyetemeket is meglátogatott. Hazájába visszatérve 1812-től Hódmezővásárhely hívta meg, s 7 évig itt szolgált. 1819 tavaszán a kecskeméti református gyülekezet választotta meg, s hívta lelkészének a már neves teológust, aki sietve foglalta el állását áprilisban az éppen akkor szörnyű tűzvésszel sújtott városban lelki vigaszt nyújtani. A dunamelléki egyházkerület még kecskeméti működése első évében tanácsbíróvá és aljegyzővé választotta, 1823-ban egyházkerületi könyvvizsgáló, 1827-ben pedig a kecskeméti egyházmegyében esperes lett. 1830-ban az egyházkerületi pénztárnoki tisztséget bízták rá. 1836-ban az akkor megürült egyházkerületi főjegyzői tisztségre a kerület egyházai csaknem egyöntetű szavazatával őt választották meg. 1846-ban hosszas viszálykodás után a dunamelléki egyházkerület szuperintendense lett.
Az ő szorgalmazására határozta el a kecskeméti református gyülekezet, hogy lerakja egy új nagy iskola alapjait (a mai Ókollégium), melyben „az elemi, gymnásiumi, theologiai és jogi tanulmányok számára létesíttettek osztályok és karok.”
„Polgár Mihály kitűnő, kenetteljes szavú szónok és feltűnően szép ember volt. Mikor ő volt a soros prédikáló a templomban, mindig zsúfolásig megtöltötték azt a hívek” — emlékezett meg róla a Kecskeméti nagy képes naptár 1893-ban.
Nagy részvét mellett a Kecskeméti Felső temetőben helyezték örök nyugalomra.
Irodalmi munkássága költeményekből és halotti énekekből, József nádor emlékére tartott gyászbeszédéből, egy kátéból (Rövid útmutatás a keresztény vallás előadására), illetve egyháztörténelmi dolgozatokból áll.

## Jelentősebb művei
- A dunamelléki református egyházi kerület rövid históriája (Egyházi almanach, 1836)
- A magyarhoni helvét vallástételt követők Budán 1791. tartott nemzeti zsinatjok rövid históriája (Egyházi almanach, 1842)
- Halotti beszéd az Illyés lelkével bíró főpásztorról. Egyházi almanach, 1842 (Báthori Gábor szuperintendens utolsó tisztességtételekor, mások gyászbeszédeivel együtt)
- Rövid útmutatás a keresztény vallás előadására. A helvét vallást követők értelme szerint. Egyházi almanach 1843 és 1846, Pest, 1857
- Halotti beszéd, melyet ő cs. és kir. főherczegsége József nádor és kir. helytartó gyászünnepén 1847. febr. 28. Kecskeméten tartott. Egyházi almanach, 1847 (Mások gyászbeszédeivel együtt)
- Halotti beszédek, melyek néhai n[agy].t[ekintetű]. Gyárfás Pál úrnak végtisztessége megadása alkalmával mondattak Kiskunhalason 1847. július 9., 10.
- A kecskeméti református eklézsia rövid históriája (Kecskeméti Protestáns Közlöny, 1858)